# Faculté d'éducation spéciale et de réadaptation de l'université de Belgrade
La faculté d'éducation spéciale et de réadaptation de l'université de Belgrade (en serbe cyrillique : Факултет за специјалну едукацију и рехабилитацију Универзитета у Београду ; en serbe latin : Fakultet za specijalnu edukaciju i rehabilitaciju Univerziteta u Beogradu) est l'une des 31 facultés de l'université de Belgrade, la capitale de la Serbie. Elle a été fondée en 1975. En 2013, son doyen est le professeur Jasmina Kovačević.

## Organisation
La faculté est divisée en 7 départements :
- Département des études générales et communes ;
- Département d'orthophonie[5] ;
- Département d'éducation spéciale et de réadaptation des personnes ayant un handicap mental[6] ;
- Département d'éducation spéciale et de réadaptation des personnes ayant un handicap moteur[7] ;
- Département de la prévention et du traitement des troubles du comportement[8] ;
- Département d'éducation spéciale et de réadaptation des personnes sourdes et malentendantes[9] ;
- Département d'éducation spéciale et de réadaptation des personnes ayant une déficience visuelle[10].